# Steve Krug

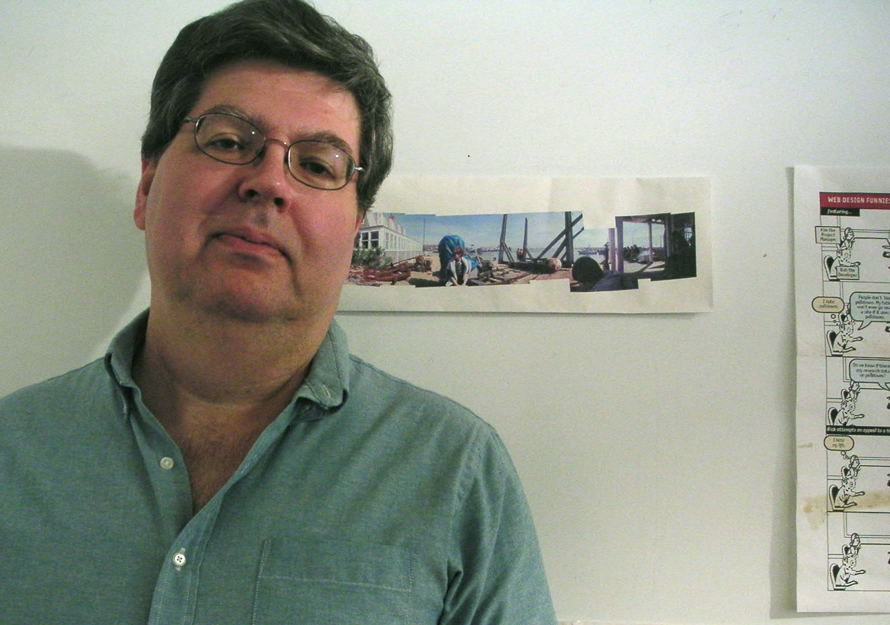
Steve Krug

Steve Krug – amerykański specjalista w dziedzinie user experience.

## Życiorys
Zamieszkuje Chestnut Hill w stanie Massachusetts, USA. Najbardziej znany jest ze swojej książki Nie każ mi myśleć! O życiowym podejściu do funkcjonalności stron internetowych. (ang. Don’t Make Me Think) o interakcji człowiek-komputer i użyteczności w sieci. Ponadto, opublikował  Przetestuj ją sam! Steve Krug o funkcjonalności stron internetowych (ang. Rocket Surgery Made Easy: The Do-It-Yourself Guide to Finding and Fixing Usability Problems) w 2009 roku.
Krug kieruje także jednoosobową firmą konsultingową o nazwie Advanced Common Sense. Oferuje wewnętrzne warsztaty, w których uczy samodzielnego testowania użyteczności i udziela klientom ukierunkowanych porad na temat strategii w dziedzinie użyteczności aplikacji internetowych.